# Brookula argentina
Brookula argentina is een slakkensoort, de plaatst in een familie is onzeker. De wetenschappelijke naam van de soort is voor het eerst geldig gepubliceerd in 2006 door Zelaya, Absalão & Pimenta.